# Pierre Souvairan (Pianist)
Pierre Julien Arnold Souvairan (* 30. Juli 1911 in Montreux/Kanton Waadt; † 28. März 2000 in Evolène/Kanton Wallis) war ein schweizerisch-kanadischer Pianist und Musikpädagoge französischer Herkunft.

## Biografie
Pierre Souvairan studierte bis 1930 Klavier bei André de Ribaupierre am Institut Ribaupierre in Lausanne. 1931 erhielt er die Schweizer Staatsbürgerschaft. Von 1931 bis 1933 setzte er seine Ausbildung am Konservatorium Bern bei Robert Teichmüller, 1933 auch kurzzeitig bei Alfred Cortot und Rudolf Serkin fort. Von 1938 bis 1953 unterrichtete er am Konservatorium Bern, dann ging er nach Toronto, wo er seine Lehrtätigkeit an der University of Toronto und am Royal Conservatory of Music fortsetzte. Zu seinen Schülern zählten Walter Delahunt, Mary-Nan Dutka, Anne Eggleston, Ralph Elsaesser, Leslie Kinton, Valery Lloyd-Watts, Mari-Elizabeth Morgen, Ann Southam und Philip Thomson. 1959 wurde er auch kanadischer Staatsbürger. In seinen späteren Jahren lebte er wieder in der Schweiz, gab aber weiterhin Meisterklassen (u. a. an der University of Waterloo) und Recitals in Kanada.
In der Zeit bis 1953 spielte Souvairan viele Uraufführungen von Werken Schweizer Komponisten in Konzerten und im Radio. 1963 spielte er mit Albert Pratz, Theo Salzmann und dem Toronto Symphony Orchestra Beethovens Tripelkonzert. Nach seiner Emeritierung 1978 trat er regelmäßig in Recitals, mit Kammermusikensembles und mit Orchestern wie dem CBC Symphony Orchestra in Europa und in Kanada auf. Seinen 80. Geburtstag beging er mit Recitals an der University of Toronto (mit William Aide) und am Royal Conservatory.